# Mario Casella
Mario Casella (Fiorenzuola d'Arda, Emília, 1886 — Florència, 1956) va ser un filòleg i catalanòfil italià. Alumne de Pio Rajna, va ser professor de les universitats de Catània i Florència i cervantista. Els seus treballs crítics sobre literatura catalana foren reunits per Giuseppe Sansone a Saggi di letteratura provenzale e catalana (1966).

## Obres
- Per il testo critico della Divina Commedia (1924)
- Per il testo critico del Convivio (1944)
- Dai trovatori al Petrarca (1935)